# Usman' (fiume)
L'Usman' (in russo Усмань?) è un fiume della Russia europea settentrionale (oblast' di Voronež e di Lipeck), affluente di sinistra del Voronež.

## Descrizione
Il fiume ha origine e scorre nella pianura dell'Oka-Don, Scorre dalla sorgente verso sud, poi cambia direzione verso ovest e infine verso nord. Le acque sono poco profonde e il corso è moderato. A causa della leggera pendenza, il fiume è una catena di laghi a bassa portata con rive paludose e stagni. Ha una lunghezza di 151 km; l'area del suo bacino è di 2 840 km². Il maggior affluente, proveniente dalla sinistra idrografica è la Chava (lungo 97 km).
Lungo il fiume si trovano la città di Usman', il villaggio di Novaja Usman' e diversi altri piccoli insediamenti; nel bacino del fiume si trova inoltre la riserva di Voronež (Воронежский заповедник).

## Fauna ittica
Ci sono 18 specie di pesci nel fiume: Rutilus, scardola europea, pesce persico, alburno, blicca, alborella fasciata, ido, tinca, luccio, bottatrice, gobione, cobiti, cobite di stagno, cobite barbatello, acerina. Rari: carpa cruciana, carpa di Prussia e Rhodeus.